# Sophie-Kliff
Das Sophie-Kliff ist ein markantes Felsenkliff aus Granit an der Danco-Küste des Grahamlands im Norden der Antarktischen Halbinsel. Es liegt auf der Ostseite der Einfahrt zur Piccard Cove, einer Nebenbucht der Wilhelmina Bay.
Teilnehmer der Belgica-Expedition (1897–1899) des belgischen Polarforschers Adrien de Gerlache de Gomery kartierten es erstmals. Das UK Antarctic Place-Names Committee benannte es am 23. September 1960 in Anlehnung an die Benennung der Sophie Rocks, deren Namensgeber nicht überliefert ist.